# ثيرزفورد
ثيرزفورد هي قرية  وأبرشية مدنية في مقاطعة نورفولك بشرق إنجلترا. وتقع القرية على بعد 16.3 ميلاً جنوب غرب كرومر، و24.5 ميلاً شمال غرب نورويتش و121 ميلاً شمال شرق لندن. تقع القرية على بعد 11.1 كم شمال غرب مدينة فيكنهام القريبة. وأقرب محطة سكة حديد في شيرينغهام لخط بيتيرن الذي يمتد بين شيرينغهام وكرومر ونورويتش. أما أقرب مطار فهو مطار نورويتش الدولي. كانت القرية ذات يوم تحتوي على محطة سكة حديد ثيرزفورد الخاصة بها ولكنها مغلقة الآن. وكانت محطة مقترحة على سكة حديد نورفولك المدارية.
يعني اسم القرية «فورد العملاق» أو «شيطان فورد».
كنيسة أبرشية ثيرزفورد مكرسة لسانت أندرو ولديها بعضٌ من الأمثلة الخلابة للنوافذ ذات الزجاج الملون الفيكتوري. وأعيد بناء الكنيسة في أوائل ستينيات القرن التاسع عشر بأموال قدمت من قبل عائلة تشاد التي كانت تعيش في ثيرزفورد هول المجاورة.

## مجموعة ثيرزفورد
ثيرزفورد هي موطن مجموعة ثيرزفورد، وهي مجموعة متنوعة من المحركات البخارية وأعضاء أرض المعارض الموجودة في المتحف. وتأسست المجموعة على يد الراحل جورج كوشينغ وما بدأ كهواية تحول إلى أحد أهم المتاحف البخارية وأرض المعارض في العالم. وتتضمن المجموعة Mighty Wurlitzer وهي رابع أكبر شركة في أوروبا وتضم 1339 أنبوبًا. وهناك أيضًا جندول من القرن التاسع عشر تم بناؤه في مصنع نورفولك في فريدريك سافاج. وتم تزيين الدوامة برؤوس منحوتة تصور الملكة فيكتوريا وعائلتها، وبما في ذلك الألماني القيصر فيلهلم الثاني.
تشتهر المجموعة والمتحف أيضًا بعروضها الصيفية والشتوية الشهيرة. وتجذب «روائع» عيد الميلاد السنوية عددًا كبيرًا من المصلين من جميع أنحاء البلاد ويتطلب حجزها قبل أشهر.
أحد أعضاء المجموعة وهو Wellershaus، شوهد وسُمع في جيش الآباء في حلقة Everybody's Trucking، والتي تم بثها في الأصل في 15 نوفمبر 1974.

## الحكم والدين
لأغراض الحكومة المحلية، تقع أبرشية ثيرزفورد المدنية تحت دائرة مجلس مقاطعة نورفولك الشمالية في بريوري، والذي يعمل مستشاره الحالي ريتشارد كيرشو من الديمقراطيين الليبراليين، وقسم مجلس مقاطعة نورفولك في ميلتون كونستابل، والذي يشغل منصب مستشار المقاطعة الحالي ستيفان أكوارون، ويعد أيضاً من الديمقراطيين الليبراليين. ففي برلمان المملكة المتحدة، يندرج تحت دائرة برلمان برودلاند؛ قبل ذلك كان الأمر لسنوات عديدة في دائرة شمال نورفولك الانتخابية حتى تغيرت الحدود في عام 2010. النائب منذ عام 2019 هو جيروم مايهيو من حزب المحافظين.
في كنيسة إنجلترا، تقع الرعية المدنية تحت مقاطعة كانتربري، وأبرشية نورويتش، ورئيس شمامسة لين، وعمادة برنهام ووالسينغهام.